# Carretera Federal 61
La Carretera Federal 61 (Fed. 61) es una carretera federal libre mexicana que conecta a Acámbaro, Guanajuato con Maravatío, Michoacán.  